# Coelioxys madagascariensis
Coelioxys madagascariensis är en biart som beskrevs av Raymond Benoist 1955. Coelioxys madagascariensis ingår i släktet kägelbin, och familjen buksamlarbin. Inga underarter finns listade i Catalogue of Life.